# Панорама-Пойнт
Панорама-Пойнт (англ. Panorama Point) — высшая точка штата Небраска, США. Высота составляет 1654 м над уровнем моря. Находится в округе Кимбалл, вблизи точки, где встречаются границы трех штатов: Небраски, Вайоминга и Колорадо. Панорама-Пойнт не является горой или холмом, это просто возвышенность на Высоких равнинах.
Высшая точка Небраски отмечена специально установленным здесь камнем. С этой точки можно видеть близко расположенный знак, обозначающий границу штата, и обширный равнинный ландшафт со Скалистыми горами на западе.